# Родриго Дутерте
Родриго Дутерте (енгл. Rodrigo Duterte; Масин, 28. март 1945) је филипински политичар и бивши председник Филипина од 2016. до 2022. године.
У народу је познат по надимку Дигонг.
У октобру 2021. Родриго Дутерте је објавио да се неће кандидовати за предсједника 2022. године и да ће се повући из политичког живота.